# إيه بي سي سوبلي 500 موسم 2015
إيه بي سي سوبلي 500 موسم 2015 (بالإنجليزية: 2015 ABC Supply 500)‏ هو سباق فورمولا 1 أقيم بتاريخ 23 أغسطس 2015 في بنسيلفانيا.